# أهواك (أغنية)
أهواك هي أغنية لعبد الحليم حافظ من ألحان محمد عبد الوهاب وكلمات حسين السيد. صدرت سنة 1957 في فيلم بنات اليوم.

## في الثقافة الشعبية
بُث مقطع من الأغنية في نهاية الحلقة الثالثة في الموسم الأول من مسلسل رامي. وغُنيت في مسلسل فرصة ثانية. كذلك بث مقطع من الأغنية في أفلام «بيروت يا بيروت» و«همسات» و«حروب صغيرة» لمارون بغدادي.

## كلمات الأغنية
أهواك واتمنى لو انساك

وأنسى روحي وياك

وإن ضاعت يبقى فداك لو تنساني
وأنساك وأتاريني بأنسى جفاك

وأشتاق لعذابي معاك

وألقى دموعي فاكراك أرجع تاني

في لقاك الدنيا تجيني معاك

ورضاها يبقى رضاك

وساعتها يهون في هواك طول حرماني
وألاقيك مشغول وشاغلني بيك

وعينيا تيجي في عينيك

وكلامهم يبقى عليك وأنت تداري
وأراعيك وأصحى من الليل أناديك

وأبعت روحي تصحيك

قوم ياللي شاغلني بيك جرب ناري